# Paolo Simion
Paolo Simion, né le 10 octobre 1992 à Castelfranco Veneto (province de Trévise, en Italie), est un coureur cycliste italien.

## Biographie
Au mois de juillet 2016, il prolonge le contrat qui le lie à son équipe.

## Palmarès sur route

### Palmarès amateur
- 2010
  -  Champion d'Italie sur route juniors
  - 2e du Gran Premio Sportivi di Sovilla
  - 2e de la Coppa Valsenio
  - 4e du championnat d'Europe sur route juniors
- 2011
  - Alta Padovana Tour
  - 3e du Circuito di Sant'Urbano
  - 3e du Circuito dell'Assunta
  - 3e du Trofeo d’Autunno
- 2012
  - Gran Premio Camon
  - Trophée Visentini
  - Circuito del Porto-Trofeo Arvedi
  - Parme-La Spezia
  - Coppa San Vito
  - 3e de la Coppa 1° Maggio
  - 3e du Mémorial Vincenzo Mantovani
- 2013
  - Mémorial Carlo Valentini
  - Circuito del Porto-Trofeo Arvedi
  - 5e étape du Tour du Frioul-Vénétie julienne
  - Medaglia d'Oro Fiera di Sommacampagna
  - Mémorial Elia Dal Re
  - Coppa Città di Bozzolo
  - Gran Premio Sportivi di Podenzano
  - 2e du Trophée Visentini
  - 2e du Trophée Lampre
  - 2e du Gran Premio Sannazzaro
  - 3e du Gran Premio Calvatone
- 2014
  - Gran Premio Sportivi Poggio alla Cavalla
  - Gran Premio Montanino
  - 2e des Boucles de l'Essor
  - 2e du Circuit de l'Essor

### Palmarès professionnel
- 2016
  - 3e de la Coppa Bernocchi
- 2018
  - 6e étape du Tour de Croatie
  - 3e de la Coppa Bernocchi

### Résultats sur les grands tours

#### Tour d'Italie
- 2016 : 131e
- 2018 : 145e
- 2019 : 140e

### Classements mondiaux
| Année           | 2012 | 2013 | 2014 | 2015 | 2016 | 2017   |
| --------------- | ---- | ---- | ---- | ---- | ---- | ------ |
| UCI Europe Tour | 356e | 256e | 685e | 694e | 283e | 1 323e |
| UCI Asia Tour   |      |      |      |      |      | 428e   |

## Palmarès sur piste

### Championnats du monde
- Minsk 2013
  - 18e de l'omnium
- Cali 2014
  - 11e de la poursuite par équipes

### Coupe du monde
- 2012-2013
  - 1er de l'omnium à Cali

### Championnats d'Europe
| Juniors - Saint-Pétersbourg 2010 - Champion d'Europe d'omnium juniors - Médaillé d'argent de la poursuite par équipes juniors | Élites - Panevėžys 2012 - Médaillé de bronze de la poursuite par équipes |  |

### Championnats nationaux
- 2009
  -  Champion d'Italie de poursuite par équipes juniors (avec Nicolò Rocchi, Liam Bertazzo et Dario Sonda)
  -  Champion d'Italie de vitesse par équipes juniors (avec Andrea Favaretto et Dario Sonda)
- 2010
  -  Champion d'Italie de poursuite par équipes juniors (avec Liam Bertazzo, Daniele De Danieli et Michele Scartezzini)
  -  Champion d'Italie du scratch juniors
- 2011
  - 2e du championnat d'Italie de poursuite par équipes
- 2012
  - 2e du championnat d'Italie de poursuite par équipes
- 2013
  -  Champion d'Italie de poursuite par équipes (avec Marco Coledan, Alex Buttazzoni et Elia Viviani)
  - 2e du championnat d'Italie de vitesse par équipes
  - 2e du championnat d'Italie de l'américaine
  - 3e du championnat d'Italie de poursuite
- 2021
  - 2e du championnat d'Italie de course derrière derny

## Distinctions
- Oscar TuttoBici des juniors : 2010